# FF / VinterNoll2
FF / VinterNoll2 släpptes den 4 november 2002 och är den tredje singeln från Kents femte studioalbum Vapen & ammunition. Singeln består av två A-sidor (FF och VinterNoll2).

## Låtinformation
Båda låtarna är skrivna av Joakim Berg.
Singeln låg på den svenska singellistan i 16 veckor och kom som bäst på andra plats.
Låten FF testades på Svensktoppen den 23 november 2002, men tog sig först inte in på listan . Vid regeländringarna den 12 januari 2003 testades den på nytt, och tog sig veckan därpå in på listan där den sedan låg i 13 veckor fram till den 13 april 2003 med tredjeplats som högsta placering.
- En teori är att FF står för Franska Flickan,[källa behövs] och refererar till franska sångerskan Nancy Danino som sjunger refrängerna och en vers på låten.

- Låten VinterNoll2 finns med i spelet Guitar Hero World Tour.

## Listplaceringar
| Lista (2002-2003) | Topplacering |
| ----------------- | ------------ |
| Sverige           | 2            |